# 賽英峰
67°24′S 67°59′W / 67.400°S 67.983°W

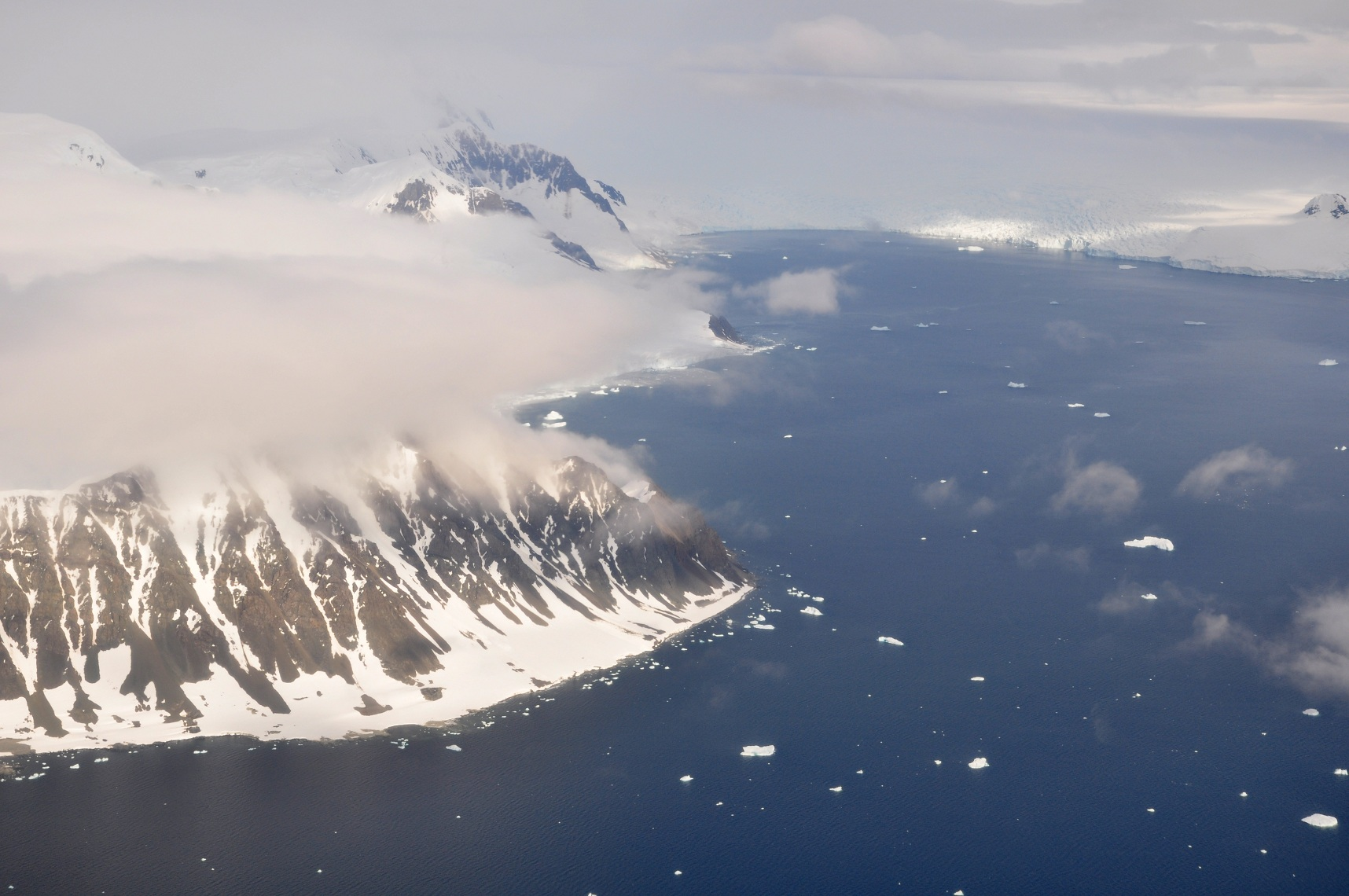

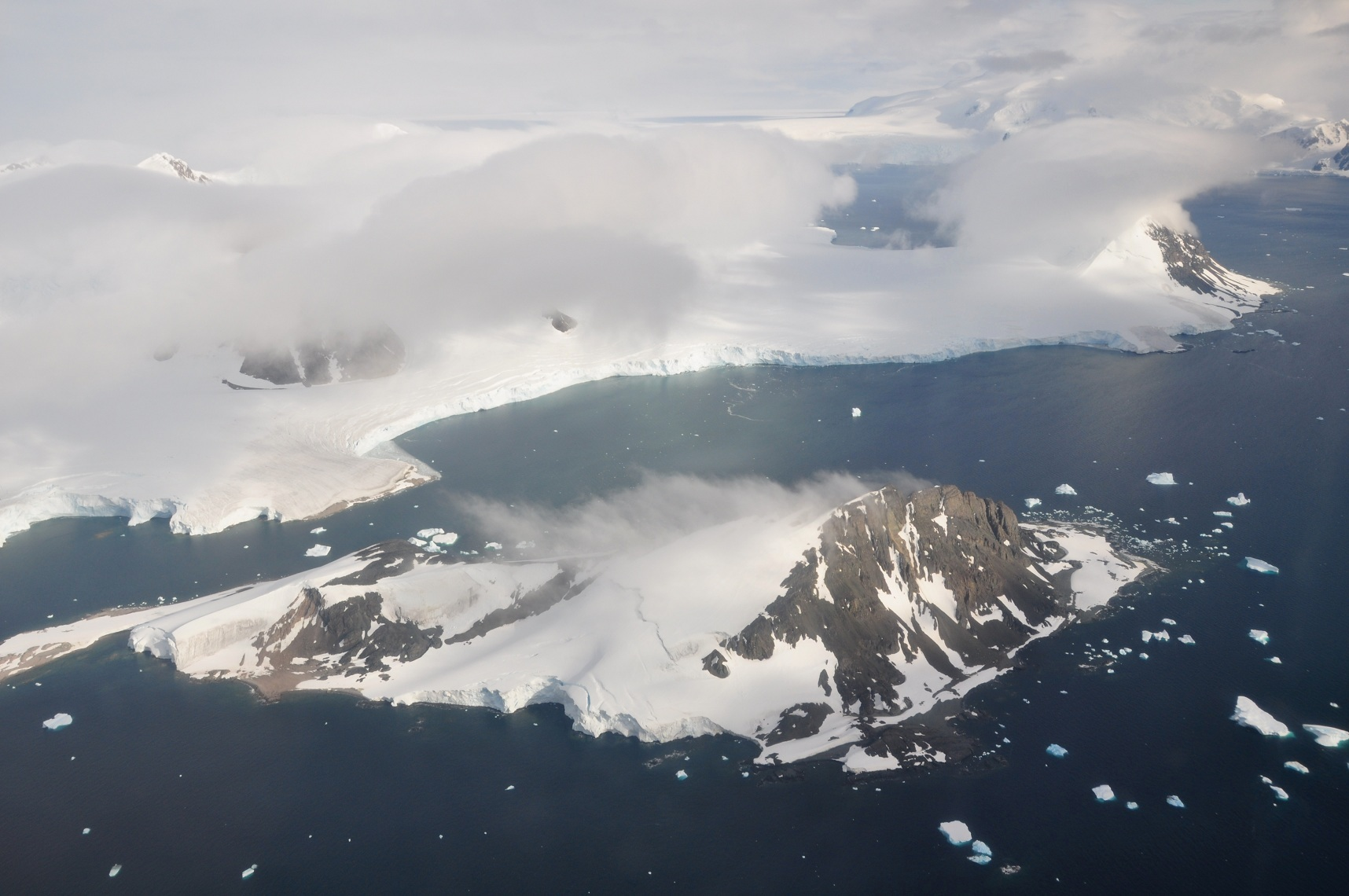

賽英峰是南極洲的山峰，位於阿德萊德島東部，處於斯通豪斯灣入口處南部，海拔高度640米，該山峰在1909年由讓-巴蒂斯特·夏古率領的法國探險隊發現。